# 丰乐乡 (筠连县)
丰乐乡，是中华人民共和国四川省宜宾市筠连县下辖的一个乡镇级行政单位。2019年8月，撤销龙镇乡和孔雀乡，设立丰乐乡，以原龙镇乡和原孔雀乡所属行政区域为丰乐乡的行政区域。

## 行政区划
丰乐乡下辖以下地区：
龙塘村、联合村、白果村、金狮村、卜好村、后溪村、兴胜村和车坪村、中心村、集中村、凤排村、龙川村、龙泉村、帅家村、新沟村、黄泥村、鹿井村、平原村和兴坪村。